# بروس ميتشيل
بروس ميتشيل (8 يناير 1909 في جنوب أفريقيا - 1 يوليو 1995 في جنوب أفريقيا) (بالإنجليزية: Bruce Mitchell)‏ هو لاعب كريكت جنوب أفريقي. شارك مع منتخب جنوب أفريقيا الوطني للكريكت.

## وصلات خارجية
- بروس ميتشيل على موقع إي آس بي آن كريك إنفو (الإنجليزية)